# Haplophyllum armenum
Haplophyllum armenum är en vinruteväxtart som beskrevs av Sp.. Haplophyllum armenum ingår i släktet Haplophyllum och familjen vinruteväxter. Inga underarter finns listade i Catalogue of Life.